# Германско-эсватинские отношения
Германско-эсватинские отношения — двусторонние дипломатические отношения между Германией и Эсватини. Интересы Германии в Эсватини представлены через посольство в Претории (ЮАР).  Страны сотрудничают по вопросам развития экономики и защиты прав человека. Эсватини имеет консульства в Берлине и Дюссельдорфе.

## Экономические отношения
Торговля между государствами находится на незначительном уровне. В 1986 году король Мсвати III заказал для своего личного автопарка восемь лимузинов Mercedes-Benz с позолоченными номерными знаками, которые были доставлены грузовым самолётом из Германии.

## Оказание помощи
Германия предоставила помощь Эсватини в целях развития в таких областях, как: сельское хозяйство, производство и распределение электроэнергии, реконструкция промышленного парка Матсафа недалеко от Манзини, сельское здравоохранение, а также промышленное и техническое обучение. С 1968 по 2000 год предоставила Свазиленду помощь в целях развития на общую сумму 112,5 миллионов евро, из которых 59,8 миллиона евро пошли на финансовую помощь, 32,2 миллиона евро на техническую помощь, 9,7 миллиона евро на помощь церквям, фондам и частным спонсорам, 3,1 миллиона евро было использовано на стипендии и 7,7 миллиона евро на продовольственную помощь.
Впоследствии прямая поддержка со стороны Германии была прекращена, поскольку, согласно данным Всемирного банка, Эсватини был классифицирован как страна с доходом ниже среднего. Однако Эсватини продолжает получать финансовую помощь из Германии через Европейский союз и Европейский фонд развития. Кроме того, отдельные проекты по оказанию помощи финансирует посольство Германии в ЮАР. Например, в 2012 году в общей сложности 80 000 евро было инвестировано в расширение классных комнат в средней школе Фонтейн и начальной школе Мфетсени, а также был поддержан проект женского ремесла в Нтутвакази, который позволяет женщинам продавать свою продукцию самостоятельно.
В 2013 году на покупку резервуаров для воды, водопроводных труб и забора для проекта общественного сада в бассейне реки Комати было пожертвовано 9300 евро.
В 2014 году посольство Германии финансово поддержало три проекта на общую сумму около 360 000 лилангени: 143 434 лилангени было потрачено на строительство административного здания для легкоатлетического клуба в Манзини, а организация Bambani Bomake Orphanaid Project в Ситеки получила 120 024,31 лилангени на покупку материала для производства мыла и продолжения программы для оказания помощи больным СПИДом и инвалидов. В Нтундже 95 376 лилангени было потрачено на строительство забора вокруг школьной территории.

## Дипломатические контакты
В апреле 2000 года  король Эсватини Мсвати III совершил официальный визит в несколько федеральных земель Германии с целью привлечения  инвестиций в свою страну. В ноябре 2006 года делегация Эсватини во главе с премьер-министром Тембой Дламини посетила Федеративную Республику Германия. Весной 2007 года Мсвати III отправился в путешествие частным порядком в Германию.
В сентябре 2013 года министр юстиции Герта Дойблер-Гмелин посетила Эсватини. В ноябре 2014 года комиссар федерального правительства Германии по политике в области прав человека и гуманитарной помощи Кристоф Штрассер посетил страну, чтобы узнать о внутриполитической ситуации.